# Cymoblemma crenelata
Cymoblemma crenelata är en fjärilsart som beskrevs av George Francis Hampson 1907. Cymoblemma crenelata ingår i släktet Cymoblemma och familjen nattflyn. Inga underarter finns listade i Catalogue of Life.